# Кранц, Жан-Батист
Жан-Батист Кранц (фр. Jean-Baptiste Sébastien Krantz; 17 января 1817 — 13 марта 1899) — французский инженер и политический деятель.

## Биография
Выпускник Политехнической школы и Национальной школы мостов и дорог. Кранц был известен как строитель зданий для Всемирной выставки 1867 года и защитой одной из частей парижских укреплений в 1871 году. Депутат Национального собрания с 1871, он был вице-президентом левого центра.

## Сочинения
- «Étude sur l’application de l’armée aux travaux d’utilité publique» (1847);
- «Projet de création d’une armée des travaux publics» (1847);
- «Étude sur les murs des réservoirs» (1870);
- «Observations au sujet des chemins de fer» (1875);
- «Observations au sujet des prix de transport, des tarifs et du rachat des chemins de fer» (1882).